# Belgische federale verkiezingen 2014/Kandidatenlijst/PP
Dit zijn de kandidatenlijsten van de Parti Populaire voor de Belgische federale verkiezingen van 2014. De verkozenen staan vetgedrukt.

## Vlaams-Brabant

### Effectieven
1. François Van den Keybus
2. Nicole Lambert
3. Michel Aubry
4. Michèle Ergot
5. Jean-Claude Michiels
6. Nathalie Merlin
7. Patrick Dierickx
8. Brigitte Driesen
9. René Vandecasteele
10. Natanja Bronier
11. Arnaud Lafontaine
12. Françoise Clais
13. Eli Van den Keybus
14. Steve Heye
15. Marie de Jonghe

### Opvolgers
1. Michel Van de Velde
2. Mandy Hemelings
3. Christiane Jossaert
4. Yves Claessens
5. Sarah Decleyn
6. Mario Slabbinck
7. Brigitte Baudewijns
8. Adel H'Sini
9. Lincy Hemelings

## Brussel-Hoofdstad

### Effectieven
1. Tatiana Hachimi
2. Pierre-Emmanuel Goffinet
3. Carine Focquet
4. David Alhadeff
5. Anne-Marie Matton
6. Kelly Stevens
7. Benoît Capriaux
8. Nicole Van Driessche
9. Nicolas Decorte
10. Wiktor Zalenski
11. Valérie Lafontaine
12. Jean-Louis Kraft de la Saulx
13. Jacques De Kegel

### Opvolgers
1. Jessica De Smedt
2. Joseph Van Damme
3. Martine Degreve
4. Michael Lefevere
5. Anne Azorne
6. Luc Liefhooge
7. Réginald Herman
8. Elisabeth Heusdens

## Henegouwen

### Effectieven
1. Mischaël Modrikamen
2. Valérie Rasseneur
3. Bertrand Ducrot
4. Jean Vanstichel
5. Laurence Loots
6. Simone Fauconnier
7. Ruddy Van De Velde
8. Eric Leemans
9. Laetitia Cocquyt
10. Fabrice Wudke
11. Marjorie Fellemann
12. Rosalva Campanella
13. Geneviève Baldewyns
14. Marlon Lambion
15. Nicole Job
16. Laurent Larmusiau
17. Laurence Duez
18. Gaetano Cardella

### Opvolgers
1. Gregory Vanden Bruel
2. Virginie Blavier
3. Paul Blanquet
4. Carolina Mimmo
5. Séverine Wattiaux-Mateja
6. Guy Haumont
7. Marina Renier
8. Guy Stas
9. David Babaev
10. Myriam Goffinet-de Looz Corswarem

## Luik

### Effectieven
1. Aldo Carcaci
2. Thi-Hong-Trang N'Guyen
3. Angelo Castagna
4. Sabine Snyders
5. Renato Lazzaretti
6. Véronique Bobon
7. Eric Liesse
8. Madysson Di Pretorio
9. Luc Chot
10. Brigitte Maloteaux
11. Sébastien Renard
12. Marianne Capelle
13. René Quabron
14. Sofie Buntinx
15. Laetitia Berrendorf

### Opvolgers
1. André Richard
2. Olivia Lombardo
3. Jonathan Dervin
4. Marianne Michotte
5. Gérard Pirmolin
6. Andrée Hipnarowicz
7. Henri Bajot
8. Marie-Claire Mathieu
9. Patrice Rousseau

## Luxemburg

### Effectieven
1. Michel Renquin
2. Danielle Tuerlinckx
3. Gaëtan Grein
4. Muriel Maton

### Opvolgers
1. Dimitri François
2. Mélanie Dhont
3. Christian Scafs
4. Laurence Dohn
5. Christophe Görtz
6. Marie-Hélène De Naeijer

## Namen

### Effectieven
1. Nathalie Strubbe
2. Jean-Pierre Bodart
3. Maryse Matz
4. Jean-Marie Wilkin
5. Christine Vincent
6. Philippe Loneux

### Opvolgers
1. Carole Deman
2. Jean-Louis Bastin
3. Claudine Gilles
4. Philippe Henrion
5. Nelly Guilleaume
6. Claude Lauwers

## Waals-Brabant

### Effectieven
1. Michaël Debast
2. Nadège Cuvelier
3. Noël Marchal
4. Maëlle Crombet
5. Guy Claes

### Opvolgers
1. Georges Collart
2. Francine Copette
3. Raymond Berger
4. Viviane Janssens-Ravet
5. Caroline Saublens
6. Jacques Grauwels